# عقد 2000 في البحرين
عقد 2000 في البحرين فرضت الحكومة إصلاحات سياسية والضوابط الاقتصادية استرخاء.

## انضمام حمد بن عيسى آل خليفة
في عام 1999 أصبح حمد بن عيسى بن سلمان آل خليفة أمير البلاد بعد وفاة والده عيسى بن سلمان آل خليفة ونفذ إصلاحات اجتماعية وسياسية على نطاق واسع وصفتها منظمة العفو الدولية بأنها تمثل «فترة تاريخية لحقوق الإنسان». انهى حمد القمع السياسي الذي كان سائدا في عقد 1990 بإلغاء قوانين أمن الدولة والإفراج عن جميع السجناء السياسيين وإقامة الانتخابات وإعطاء المرأة حق التصويت واعدا بالعودة إلى الحكم الدستوري. وضعت هذه الخطوة حد للعنف السياسي الذي كان جزءا من الانتفاضة التسعينية في البحرين ولكن لم تتم المصالحة ما بين الحكومة ومعظم جماعات المعارضة.
دعوة المنفيين للرجوع إلى البحرين نشطت الحياة السياسية في المملكة. شمل القادة المنفيين عدد من الاسلاميين الذين يتخذون من لندن مقرا لهم من ضمنهم مجيد العلوي الذي أصبح وزير العمل ومنصور الجمري الذي أصبح رئيس تحرير صحيفة معارضة جديدة يومية وهي الوسط وعلي سلمان الذي أسس جمعية الوفاق الوطني الإسلامية الشيعية وتولى منصب الأمين العام المساعد. شكلت المعارضين اليساريين السابقين جمعية جمعية العمل الوطني الديمقراطي والشيوعيين جمعية المنبر الديمقراطي التقدمي وتم تشكيل الجمعية البحرينية لحقوق الإنسان. شارك اليساريين أيضا في الحركة النقابية الجديدة على الرغم من أنهم واجهوا منافسة من الإسلاميين للسيطرة على العديد من النقابات.
بعد التحرر السياسي في البحرين تم التفاوض على اتفاقية التجارة الحرة مع الولايات المتحدة في عام 2004. شاركت البلاد في عمل عسكري ضد طالبان في عام 2001 حيث قامت سفنها بالبحث عن سفن العدو في بحر العرب ولكنها عارضت غزو العراق. تحسنت العلاقات مع قطر المجاورة بعد النزاع الحدودي على جزر حوار في محكمة العدل الدولية في لاهاي في عام 2001. تم الاتفاق على بناء جسر المحبة بين قطر والبحرين لربط الدول في منطقة الخليج العربي والذي سيكون أطول جسر رابط ثابت في العالم عند اكتماله.

## 2001: ميثاق العمل الوطني
في عام 2001 وضع حمد قدما في ميثاق العمل الوطني في البحرين الذي من شأنه إعادة البلاد إلى الحكم الدستوري. رفضت المعارضة الدعوة للميثاق وطالبت بالعودة إلى دستور عام 1973 وتغيير السلطة التشريعية من مجلس واحد إلى مجلسين. ذكر الميثاق أن «السلطة التشريعية ستتكون من مجلسين أحدهما يتشكل من خلال انتخابات حرة ومباشرة والذي سيسن القوانين والآخر معين بأعضاء أصحاب تجربة وخبرة الذي من شأنه أن يعطي المشورة عند الضرورة». تعتبر جماعات المعارضة هذا البيان غامض للغاية وظلت تعارض الميثاق.
رد حمد من خلال عقد اجتماع حظي بتغطية إعلامية مكثفة مع الزعماء الروحيين للمعارضة الإسلامية الشيعية. قال أنه وقع على وثيقة توضح أن مجلس النواب المنتخب في المجلس الوطني سيكون السلطة التشريعية في حين أن مجلس الشورى المعين سيكون له دور استشاري. على هذا التأكيد قبلت جماعات المعارضة الرئيسية الميثاق ودعت إلى التصويت ب«نعم» في استفتاء وطني. تم قبول الميثاق في استفتاء 2001 حيث بلغت نسبة المصوتين بنعم 98.4٪.

## 2002: الدستور الجديد
ومع ذلك في عام 2002 أصدر حمد دستور عام 2002 الذي شارك فيه كل من المنتخبين والمعينين بسلطات تشريعية متساوية مما يعد تراجعا عن الوعد العلني له عام 2001. نتيجة لذلك فإن الانتخابات البرلمانية المقرر عقدها في وقت لاحق قاطعتها أربع جمعيات سياسية وهي: جمعية الوفاق الوطني الإسلامية الإسلامية الشيعية الكبيرة وجمعية العمل الوطني الديمقراطي اليسارية جمعية العمل الإسلامي الشيعية الصغيرة وجمعية المنبر الديمقراطي التقدمي الشيوعية.
بين عامي 2002 و2006 واصلت الجمعيات السياسية مقاطعتها مطالبة بفتح باب الحوار حول الإصلاحات الدستورية. بحلول عام 2006 أشارت الجمعيات بأنها ستشارك في الانتخابات البرلمانية ولكن تحتفظ بمطالبها من أجل الإصلاح الدستوري على رأس جدول أعمالها.

## الاحتجاجات البحرينية

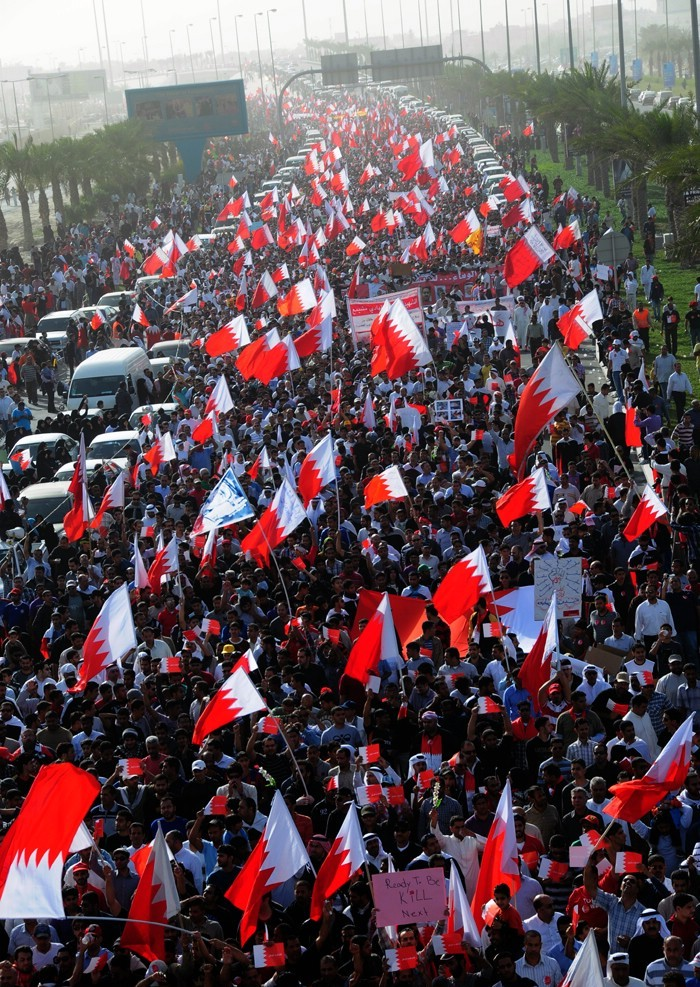
أكثر من 100 ألف بحريني شاركوا في "مسيرة الوفاء للشهداء" وتكريم المعارضين السياسيين الذين قتلوا على يد قوات الأمن في 22 فبراير.

الانتفاضة البحرينية وكانت سلسلة من المظاهرات والبالغة حملة متواصلة من المقاومة المدنية وعنيفة في بلاد الخليج العربي في البحرين. كجزء من الموجة الثورية من الاحتجاجات في أفريقيا والشرق الأوسط وشمال بعد التضحية بالنفس من محمد البوعزيزي في تونس، كانت تهدف الاحتجاجات البحرينية في البداية في تحقيق قدر أكبر من الحرية السياسية والمساواة بين السكان الشيعة الأغلبية، وسعت لدعوة لانهاء النظام الملكي حمد بن عيسى آل خليفة بعد غارة ليلية القاتلة على 17 فبراير 2011 ضد المحتجين في دوار اللؤلؤة في المنامة، المعروف محليا باسم الدامي الخميس.
المتظاهرين في المنامة يخيم لعدة أيام في دوار اللؤلؤة، التي أصبحت مركزا للاحتجاجات. وبعد شهر، طلبت حكومة البحرين قوات الشرطة المساعدات من دول مجلس التعاون الخليجي. في 14 آذار 1000 جندي من المملكة العربية السعودية و 500 جندي من الإمارات العربية المتحدة دخلت البحرين وسحق الانتفاضة. في وقت لاحق يوم، أعلن الملك حمد الأحكام العرفية وحالة ثلاثة أشهر الطوارئ. وكان دوار اللؤلؤة تطهيرها من المحتجين ودمر التمثال الشهير في وسطها.
ومع ذلك فقد استمرت المظاهرات في بعض الأحيان منذ ذلك الحين. بعد رفع حالة الطوارئ في 1 يونيو، وأحزاب المعارضة، جمعية الوفاق الوطني الإسلامية، نظمت عدة احتجاجات أسبوعية يحضره عادة عشرات الآلاف. في 9 مارس 2012، أكثر من 100,000 حضر وفي 31 آب جذب أخرى عشرات الآلاف. يوميا الاحتجاجات والاشتباكات على نطاق أصغر استمرت، ومعظمهم من خارج المناطق التجارية في المنامة. وبحلول أبريل 2012، أكثر من 80 لقوا حتفهم.
وقد وصفت استجابة الشرطة في اطار حملة «الوحشية» على المتظاهرين «المسالمين والعزل»، بما في ذلك الأطباء والمدونين. وقامت الشرطة بعمليات مداهمة منزل منتصف الليل في الأحياء الشيعية والضرب عند نقاط التفتيش، والحرمان من الرعاية الطبية في حملة الترهيب. وقد تم القبض على أكثر من 2929 شخص، وخمسة على الأقل لقوا حتفهم بسبب التعذيب في مخافر الشرطة.: 287-8
في يونيو أقام الملك حمد اللجنة البحرينية المستقلة لتقصي الحقائق مكونة من شخصيات دولية مستقلة لتقييم الحوادث. وصدر التقرير في 23 نوفمبر تشرين الثاني وأكد استخدام الحكومة البحرينية للتعذيب المنهجي وغيره من أشكال الإيذاء البدني والنفسي النماذج على المعتقلين، فضلا عن غيرها من انتهاكات حقوق الإنسان: 298 كما رفضت ادعاءات الحكومة بأن الاحتجاجات كانت بتحريض من إيران. وانتقد التقرير عدم الكشف عن أسماء المعتدين الفردية وتوسيع نطاق المساءلة فقط لأولئك الذين قاموا بنشاط انتهاكات لحقوق الإنسان.
في أوائل شهر يوليو 2013، ودعا النشطاء البحرينيين للمسيرات الكبرى في 14 آب تحت عنوان تمرد البحرين.